# Ramularia gunnerae
Ramularia gunnerae är en svampart som först beskrevs av Speg., och fick sitt nu gällande namn av U. Braun 1994. Ramularia gunnerae ingår i släktet Ramularia och familjen Mycosphaerellaceae.   Inga underarter finns listade i Catalogue of Life.